# IX – Magazin für professionelle Informationstechnik
iX – Magazin für professionelle Informationstechnik, gegründet 1988, ist eine deutsche Computerzeitschrift. Das Magazin wird vom Heise-Zeitschriften-Verlag publiziert. Sie hat etwa 170 Seiten und erscheint monatlich.
Die Zielgruppe sind professionelle Systemadministratoren und Programmierer. Im Gegensatz zu ihrer Schwesterzeitschrift c’t zielt die iX hauptsächlich auf Fachleser. Der Werbeslogan „Versteht nicht jeder – ist auch besser so“ versucht, diese Abgrenzung zu schärfen.
Nach eigener Darstellung leitet sich der Name iX vom Betriebssystem Unix ab.

## Bereiche und ihre Schwerpunkte
- Markt und Trends – Kommentierte Marktentwicklungen und Fachmessen
- Titel – Das IT-Thema des Monats
- Review – Hard- und Software-Tests
- Report – Schwerpunkte sind Recht, Sicherheit und Betriebssysteme
- Wissen – Grundlageninformationen zu speziellen Techniken
- Praxis – Tutorials mit Schwerpunkten Programmierung, Server-Administration
- Medien – Buchmarkt-Übersicht, Buch-Rezensionen und Internet-Infos

## Auflagenstatistik
Im vierten Quartal 2015 lag die durchschnittliche monatlich verbreitete Auflage nach IVW bei 35.065 Exemplaren. Das sind 1,18 Prozent (420 Hefte) weniger als im Vergleichsquartal des Vorjahres. Die Abonnentenzahl nahm innerhalb eines Jahres um 1,27 Prozent auf jetzt 31.148 Abonnenten ab. Damit bezogen 88,8 Prozent der Leser die Zeitschrift im Abo.
Zahlen des jeweils vierten Quartals.
Seit dem 2. Quartal 2018 ist die ePaper-Auflagen enthalten.
| 1998  | 1999  | 2000  | 2001  | 2002  | 2003  | 2004  | 2005  | 2006  | 2007  | 2008  | 2009  | 2010  | 2011  | 2012  | 2013  | 2014  | 2015  | 2016  | 2017  | 2018  | 2019  | 2020  | 2021  | 2022  | 2023  | 2024  |
| ----- | ----- | ----- | ----- | ----- | ----- | ----- | ----- | ----- | ----- | ----- | ----- | ----- | ----- | ----- | ----- | ----- | ----- | ----- | ----- | ----- | ----- | ----- | ----- | ----- | ----- | ----- |
| 44549 | 47247 | 57989 | 61175 | 58473 | 56533 | 48194 | 49922 | 46313 | 49185 | 47613 | 46187 | 42870 | 41789 | 41039 | 37836 | 35317 | 34507 | 31991 | 32931 | 32947 | 31803 | 28490 | 27885 | 25467 | 37156 | 34197 |

| 1998  | 1999  | 2000  | 2001  | 2002  | 2003  | 2004  | 2005  | 2006  | 2007  | 2008  | 2009  | 2010  | 2011  | 2012  | 2013 | 2014 | 2015 | 2016 | 2017 | 2018 | 2019 | 2020 | 2021 | 2022 | 2023 | 2024 |
| ----- | ----- | ----- | ----- | ----- | ----- | ----- | ----- | ----- | ----- | ----- | ----- | ----- | ----- | ----- | ---- | ---- | ---- | ---- | ---- | ---- | ---- | ---- | ---- | ---- | ---- | ---- |
| 25942 | 30344 | 35262 | 38381 | 38973 | 38293 | 37828 | 35903 | 36951 | 37622 | 37182 | 36831 | 35894 | 34880 | 34522 |      |      |      |      |      |      |      |      |      |      |      |      |

## Sonstiges
- Als die auf Datenträger erscheinende Zeitschrift Input 64 1988 eingestellt wurde, übernahm die Redaktion dieser Zeitschrift als neues Projekt die Herausgabe der iX. Zunächst erschien die iX unregelmäßig als Sonderheftreihe der c’t.[4]
- Eine Besonderheit stellte die Adresse der Website „www.ix.de“ dar. Die Second-Level-Domain ix.de war bis Oktober 2009 eine von drei Domänen der Top-Level-Domain „.de“ mit nur zwei Buchstaben. Dies lag daran, dass sie registriert worden war, bevor die nicht mehr geltende Mindestlänge von drei Zeichen eingeführt wurde (die anderen beiden waren db.de und hq.de).[5][6]
- Die 2006 eingeführte niederländische Ausgabe ix – Magazine voor professionele informatietechnologie in niederländischer Sprache erschien für vier Ausgaben alle zwei Monate und wurde aufgrund niedriger Verkaufszahlen wieder eingestellt.